# Holger Böckel
Holger Böckel (* 1966) ist ein deutscher evangelischer Theologe und Professor.

## Leben
Böckel studierte von 1986 bis 1994 Theologie in Oberursel, Heidelberg und Mainz. 1998 wurde er an der Martin-Luther-Universität Halle-Wittenberg im Fach Praktische Theologie zum Doktor der Theologie promoviert. 2014 habilitierte er sich an der Kirchlichen Hochschule Wuppertal-Bethel in Bielefeld. 2018 wurde er an der Ruprecht-Karls-Universität Heidelberg zum Privatdozenten und 2021 zum außerplanmäßigen Professor ernannt.
Böckel wirkte von 2001 bis 2003 als Pfarrer im Probedienst im Dekanat Dillenburg. Anschließend war er bis 2016 als Studentenpfarrer in Gießen tätig. 2016 wurde er Leiter des Instituts für Theologie-Diakonik-Ethik bei Agaplesion. Zum 1. Januar 2025 wurde er zum Theologischen Vorstand der Stiftung kreuznacher diakonie berufen.

## Schriften
- Gemeindeaufbau im Kontext charismatischer Erneuerung. Theoretische und empirische Rekonstruktion eines kybernetischen Ansatzes unter Berücksichtigung wesentlicher Aspekte selbstorganisierender sozialer Systeme. Evangelische Verlagsanstalt, Leipzig 1998 (Dissertation), ISBN 978-3-374-01765-2.
- Den Traum leben – die Berufung ergreifen: 7 Schritte auf dem Weg zur Verwirklichung ihrer Lebensaufgabe. Evang. Studentinnen- und Studentengemeinde Gießen 2009, ISBN 978-3-940856-19-7.
- Führen und Leiten: Dimensionen eines evangelischen Führungsverständnisses. Eb-Verlag, Berlin 2014, ISBN 978-3-86893-157-0 (Habilitationsschrift).
- Einführung in die Wirtschafts- und Unternehmensethik: Begründung aus ihren kulturellen, religiösen und ökonomischen Wurzeln. Ein Lehrbuch. Eb-Verlag, Berlin 2015, ISBN 978-3-86893-205-8.
- Inszenierung als Leitmotiv in Praktischer Theologie und Religionspädagogik: theatrale Aspekte in Kultur, Kirche und Bildung. Eb-Verlag, Berlin 2017, ISBN 978-3-86893-237-9.
- Spiritualität und diakonischer Auftrag: praktisch-theologische Grundlagen für christliche Organisationen. Eb-Verlag, Berlin 2020, ISBN 978-3-86893-286-7.